# Mikrowellenprüfung
Die Mikrowellenprüfung (Mikrowellen-Defektoskopie) ist ein elektromagnetisches Verfahren zum Auffinden von Materialfehlern mittels ungefährlicher Mikrowellen. Sie gehört zu den zerstörungsfreien Prüfmethoden. Mit ihr lassen sich Bauteile auch im eingebauten Zustand prüfen, z. B. verbaute, nicht sichtbare Dichtungen in Kunststoffventilen.
Ferner kann mit diesem Verfahren die Gesamtdicke von isolierenden Schichten auf CFK und Metallen ermittelt werden.

## Prinzip

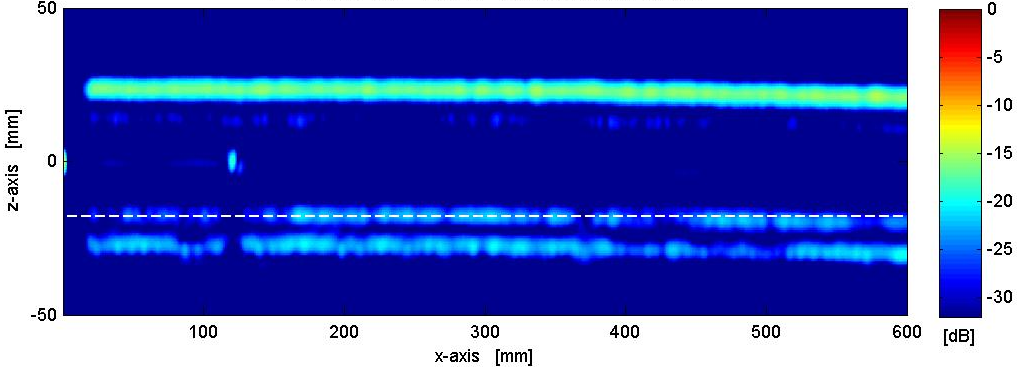
B-Bild eines Schaum-GFK-Sandwich bei 100 GHz. Die Anzeige bei x = 120 mm stammt von Feuchtigkeit im Schaum, ca. 20 mm tief unter der DUT-Oberfläche. (Becker, Keil, Becker Photonik GmbH: Jahrestagung DGZfP 2017, Beitrag Mi3C2)

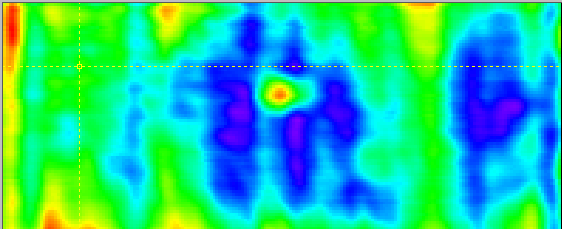
GFK-Rohrwand. C-Bild. In der Mitte: Indikation eines Fehlers in 60 mm Tiefe, 24 GHz

Mit Mikrowellen bezeichnet man elektromagnetische Wellen mit Frequenzen zwischen 300 MHz und 300 GHz bzw. Wellenlängen zwischen 1 m und 1 mm. Ein Teilbereich von ihnen sind die Millimeterwellen mit Frequenzen zwischen 30 GHz und 300 GHz bzw. Wellenlängen zwischen 10 mm und 1 mm. Mikrowellen breiten sich in unterschiedlichen Dielektrika – das sind nichtleitende Stoffe – verschieden schnell aus und werden an Grenzflächen zwischen ihnen aufgrund ihrer unterschiedlichen Wellenwiderstände reflektiert, ein anderer Teil breitet sich weiter aus. Mit steigendem Unterschied im Wellenwiderstand vergrößert sich auch der reflektierte Anteil.
Zum Auffinden von Materialfehlern wird ein Prüfkopf, der Mikrowellen aussendet und empfängt, berührend oder in geringem Abstand über der Oberfläche des zu prüfenden Werkstücks verfahren. Das kann manuell, mechanisiert oder automatisch erfolgen.
Änderungen der dielektrischen Eigenschaften an Grenzflächen (z. B. ein Lunker (Hohlraum), ein Fremdmaterialeinschluss oder ein Riss) im Inneren des zu prüfenden Teils reflektieren die ausgesendete Mikrowelle und senden diese an den Prüfkopf, der sowohl als Sender wie auch als Empfänger fungiert, zurück.
Die elektronische Datenauswertung führt dann zur Darstellungen der Prüfergebnisse, z. B. als B-Bild (Schnittbild) oder als C-Bild (Draufsicht).

## Verfahren
Neben dem Reflexionsverfahren ist auch das Durchstrahlungsverfahren möglich, bei dem separate Sende- und Empfangsantennen verwendet werden. Für das Durchstrahlungsverfahren muss die Rückseite des Prüfobjektes zugänglich sein. Das Verfahren gibt keine Information über die Tiefenlage von Defekten.
Neben der Prüfung mit konstanter Frequenz (CW) wird auch mit Frequenzdurchstimmung (FMCW) gearbeitet. Letzteres hat Vorteile bei der Tiefenlagenbestimmung von Defekten.

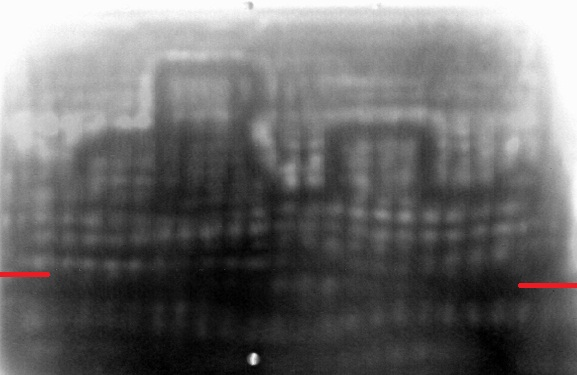
NIDIT-Durchstrahlungsbild einer Rotorblatthinterkante mit künstlich verteiltem Kleber

Ein auf die Bauteiloberfläche aufgesetzter Prüfkopf gibt Informationen über die Materialverteilung unter dem Aufsetzpunkt. Beim Verfahren über die Bauteiloberfläche werden punktweise viele solcher Einzelinformationen aufgenommen und anschließend zu einem Gesamtbild verarbeitet. Schneller arbeiten direkt bildgebende Verfahren. Direkt bildgebende Verfahren der Mikrowellenprüfung arbeiten entweder rein elektronisch oder mit einem Mikrowellenflächendetektor bestehend aus einer mikrowellenabsorbierenden Folie und eine Thermokamera (NIDIT-Verfahren).

## Anwendungen
Die Mikrowellenprüfung ist ein geeignetes Prüfverfahren bei dielektrischen Werkstoffen. Dazu gehören Kunststoffe, glasfaserverstärkte Kunststoffe (GFK), Kunststoffschäume, Holz, Holz-Kunststoff-Verbundwerkstoffe (WPC) und die meisten Keramikarten. Es können innere und äußere Fehler aufgefunden werden, z. B. bei Halbzeugen oder Rohren.

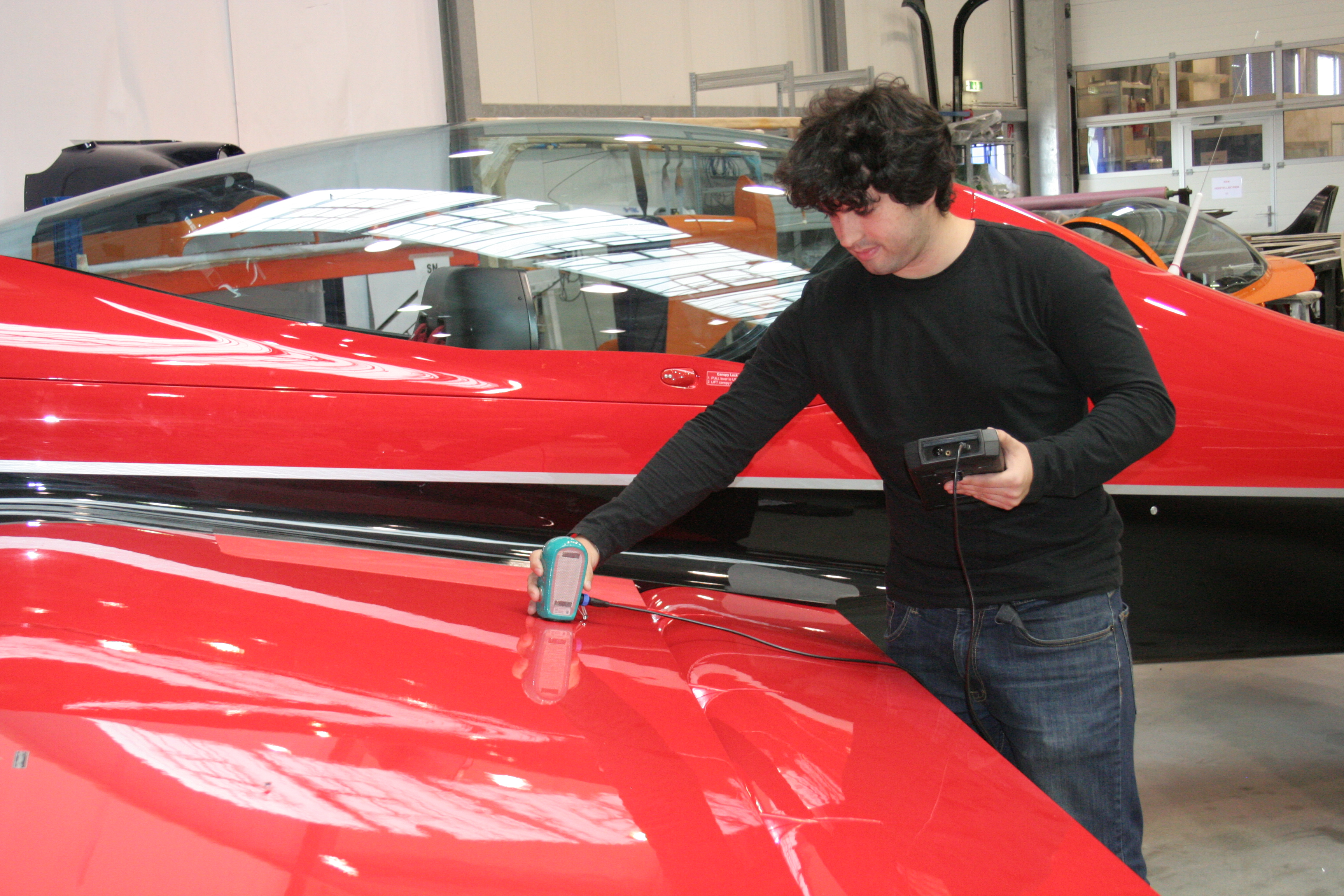
Messgerät FSC zur zerstörungsfreien Messung von Lackdicken auf CFK, hier auf einem Aerobatic-Flugzeug

Sonderanwendungen der Mikrowellenprüfung sind zerstörungsfreie
- Feuchtigkeitsmessungen
- Wanddickenmessungen
- Lackdickenmessungen auf carbonfaserverstärkten Kunststoffen (CFK) und Metallen (unabhängig von Dicke, elektrischen und magnetischen Eigenschaften)
- Zustandsüberwachungen, z. B. Prüfung auf Vorhandensein von Dichtungen in Ventilen
- Messungen von Materialkenngrößen, z. B. Permittivität
- Bestimmung von Materialeigenschaften, z. B. Eigenspannung

Die Mikrowellenprüfung findet Anwendung in vielen Branchen:
- Luft- und Raumfahrt, z. B. Lackdickenmessung auf CFK[4]
- Automobilindustrie, z. B. ZfP von Organoblechen und GFK-Blattfedern[5]
- Bauindustrie, z. B. Radaranwendungen[6]
- Energieversorgung, z. B. Prüfung von Rotorblättern von Windkraftanlagen
- Sicherheit, z. B. Körperscanner zum Einsatz in Flughäfen[2]

Weil sich der Prüfbedarf allgemein und insbesondere auch für dielektrische Materialien in den letzten Jahren erhöht hat und weil Mikrowellentechnik inzwischen in Konsumerprodukten Einzug gehalten hat und damit preiswerter geworden ist, wird zunehmend Zerstörungsfreie Prüfung auch mit Mikrowellen durchgeführt. So wurden aufgrund der zunehmenden Bedeutung 2011 der Fachausschuss Mikrowellen- und Terahertzverfahren der Deutschen Gesellschaft für Zerstörungsfreie Prüfung (DGZfP) und 2014 das Microwave Testing Committee der American Society for Non-Destructive Testing (ASNT) gegründet. Normungsarbeiten zur Mikrowellenprüfung sind in der Anfangsphase.